# Linda Manz
Pour les articles homonymes, voir Manz.
Linda Manz, née le 20 août 1961 à New York et morte le 14 août 2020 dans l'État de New York, est une actrice américaine.

## Biographie
En 1976, à l'âge de quinze ans, Linda Manz joue dans Les Moissons du ciel (1978) de Terrence Malick.
Elle est apparue dans le film Les Seigneurs (1979), réalisé par Philip Kaufman. Puis, en 1980, elle tient le rôle principal dans le film de Dennis Hopper, Garçonne. En 1997, on la retrouve dans le film d'Harmony Korine, Gummo, où elle joue le rôle de la mère de Solomon. Elle est apparue dans un petit rôle en tant que fille de voleur dans la Faerie Tale Theatre, l'épisode The Snow Queen.
En 1985, Linda Manz s'est mariée à l'opérateur caméra Bobby Guthrie. Le couple a trois enfants, Michael, Christopher, et William.
Le 14 août 2020, elle meurt d’un cancer du poumon à l'âge de 58 ans.

## Filmographie
Sauf indication contraire, les informations mentionnées dans cette section peuvent être confirmées par la base de données cinématographiques IMDb,  présente dans la section « Liens externes ».

### Cinéma
- 1978 : Les Moissons du ciel (Days of Heaven) de Terrence Malick : Linda
- 1978 : Le Roi des gitans (King of the Gypsies) de Frank Pierson : ? (non créditée)
- 1979 : Boardwalk (en) de Stephen Verona : une fille Satan
- 1979 : Les Seigneurs (The Wanderers) de Philip Kaufman : Peewee
- 1980 : Garçonne (Out of the Blue) de Dennis Hopper : Cebe
- 1981 : Longshot de E. W. Swackhamer : Maxine Gripp
- 1983 : Mir reicht's - ich steig aus de Gustav Ehmck : Linda
- 1997 : Gummo de Harmony Korine : la mère de Solomon
- 1997 : The Game de David Fincher : Amy
- 1999 : Buddy Boy de Mark Hanlon : une figurante

### Télévision

#### Séries télévisées
- 1979 : Dorothy (en) : Frankie (4 épisodes)
- 1985 : Faerie Tale Theatre : la voleuse (saison 4, épisode 2)

#### Téléfilm
- 1979 : Orphan Train (en) de William A. Graham : Sarah